# Café Hopper

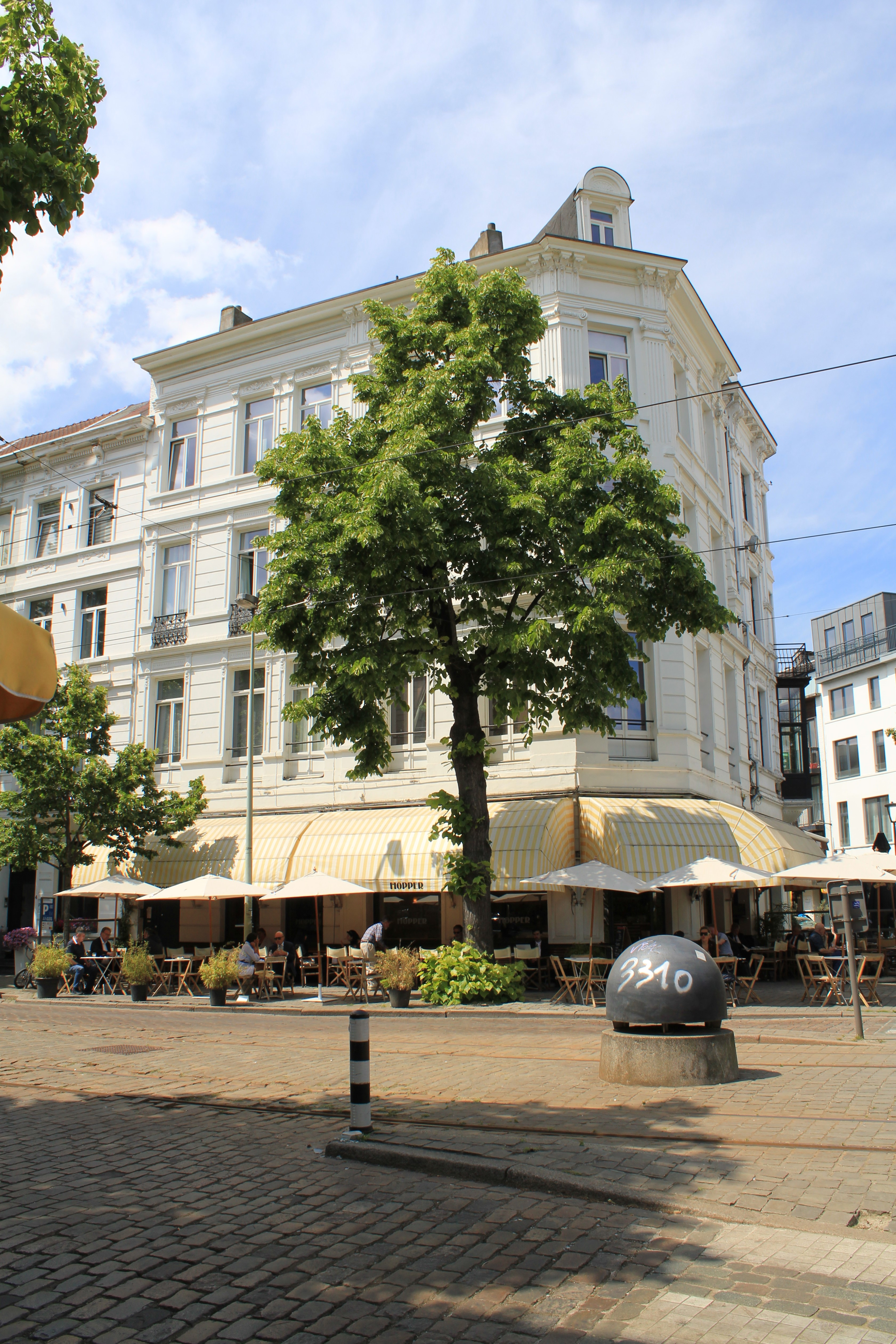
Café Hopper (2025)

Café Hopper is een jazzcafé in Het Zuid van Antwerpen, op de hoek van de Leopold de Waelstraat met de Leopold de Waelplaats, schuin tegenover het Koninklijk Museum voor Schone Kunsten. Hopper werd in 1991 geopend door filmmaker en jazzmusicus Mary Hehuat (1941–2021) die het tot 2015 bestierde. Onder Hehuat groeide het café uit tot een begrip in de jazzwereld.

## Geschiedenis
In de jaren 1970 en 80 dook de in Breda woonachtige Mary Hehuat geregeld in het uitgaansleven op het Zuid, een levendige en trendy wijk in Antwerpen. In 1990 passeerde hij het pand aan Leopold de Waelstraat 2 dat toen te koop stond. Een klein jaar en een flinke verbouwing later werd daar jazzcafé Hopper geopend. De naam is een verwijzing naar Edward Hopper. Het is kennelijk een toepasselijke naam, want bezoekers verwijzen naar de gelijkenis van zowel het exterieur en interieur van het café met de schilderijen van de Amerikaanse kunstenaar.
Het eerste concert in Hopper was van Hein Van de Geyn met zijn kwartet. Mede door Hehuats liefde voor live-muziek en jazz groeide dit café uit tot een plek van naam. Niet alleen bezoekende artiesten, ook Hehuat zelf, met contrabas, stonden er op het podium. Met name Nat Adderley, Bert Joris, Lee Konitz, Philip Catherine, Jack van Poll, Dré Pallemaerts, Brad Mehldau, Rita Reys, Jef Hamilton, Rob Madna, Mike Manieri, John Abercrombie, Hein van de Geyn, Wynton Marsalis, Kenny Werner, Toots Thielemans, en Yvonne Walter hebben er opgetreden. Door een verslechterende gezondheid moest Hehuat een stapje terugdoen en in 2015 droeg hij de leiding van het café over aan zijn zonen.